# Otto Miguel Cione
Otto Miguel Cione Falcone (Asunción, Paraguay, 15 de agosto de 1875-Montevideo, 6 de septiembre de 1945) fue un escritor, dramaturgo y periodista paraguayo nacionalizado uruguayo.

## Biografía
Otto Miguel Cione Falcone nació en Asunción del Paraguay pero desde niño se radicó en Uruguay. Fueron sus padres Pascual M. Cione y Ángela Falcone, ambos nacidos en Italia.
Utilizó el seudónimo "Martín Flores" para publicar artículos en varios diarios del país, entre ellos La Mañana. 
Fue crítico teatral de El Plata y de El País, El Diario, Crítica, Idea Nacional.
Muchas de sus obras fueron representadas en varios países de América y Europa. Otras fueron adaptadas para otros formatos como cine, este el caso de Lauracha.
Se dice que su producción de acuerdo a su estilo y técnica pertenecen al realismo naturalista extremo.
Fue cónsul de Uruguay en Concordia, Argentina.
Fue Director de la Biblioteca Central de Enseñanza Secundaria en 1937.

## Obras
- Maula (1901)
- Lauracha: la vida en la estancia (1906)
- Presente Griego (1907)
- El Arlequín (1910)
- Partenza (1911)
- Clavel del aire (1913)
- Caraguatá (1920)
- Mecha
- La vida nocturna en Buenos Aires
- La vida en Zanja Honda
- Amor de estío
- El gringo
- Partenza
- Antes del drama
- Como flor de camalote
- La barca errante
- Gallo ciego
- La cría
- Casa de vidrio
- La rosa de Jericó
- Paja brava
- Chola se casa (1924)
- La eterna esfinge (1932)
- Luxuria (1934)

## Premios
- 2.º Premio en el Concurso de Novelas de "El País" en Buenos Aires con "Maula" (1901)
- 1.er Premio en el 1.er Concurso de Obras Dramáticas del Teatro Nacional (Buenos Aires) con "Presente Griego" (1907)[5]